# فرشاد
فَرشاد یکی از نام‌های پسر اصیل ایرانی است. این نام از دو جزء فر و شاد تشکیل شده. فَر به معنی پشتیبانی ایزدی است همچنین فر به معنای روحی است که خداوند در بدن پادشاهان درستکار میدمیده تا بوسیله این روح و این فر ایزدی بر مردم حکمت کنند و شاد به معنای "شاد از اینکه فر دارد" است در اینجا فرشاد به صفتی از پادشاهانی گفته می‌شود که از فر ایزدی برخوردار هستند که از داشتن این فر ایزدی شادمان هستند.
- فرشاد به معنای عقل، روح و سیارهٔ مرکوری(عطارد) است.
- در لغت نامه دهخدا فرشاد به معنای بالاترین شادی‌هاست.همچنین فرشاد به معنای نفس و جان معنا می‌کردند.